# 공단로 (경산시)
 공단로(Gongdan-ro)는 경상북도 경산시 자인면에서 경산시 진량읍 봉회네거리까지 연결하는 도로이다.

## 주요 경유지
경상북도
- 경산시 (자인면 - 진량읍)

## 노선
| 이름                       | 접속 노선       | 소재지        | 소재지        | 비고          |
| 일연로와 직결              | 일연로와 직결   | 일연로와 직결 | 일연로와 직결 | 일연로와 직결 |
| -------------------------- | --------------- | ------------- | ------------- | ------------- |
| 단북네거리                 | 일연로          | 경산시        | 자인면        |               |
| 황제 교차로                | 진성로 안촌길   | 경산시        | 진량읍        |               |
| 신상 교차로 (진량고가차도) | 공단4로 황제1길 | 경산시        | 진량읍        |               |
| (이름없음)                 | 다문로          | 경산시        | 진량읍        |               |
| 공단육교                   |                 | 경산시        | 진량읍        |               |
| 봉회네거리                 | 대학로          | 경산시        | 진량읍        |               |

## 주요건물및 시설
- GS칼텍스 자인공단주유소 (공단로 70/계림리 39-1)
- S-OIL 별비주유소 (공단로 146/일언리 10-2)
- S-OIL 덕양가스 경산충전소 (공단로 172/당곡리 108-3)
- SK에너지 신공단주유소 (공단로 299/황제리 61-3)
- 경동택배 경산진량황제 70영업소 (공단로 303/황제리 70-3)
- GS25 진령공단점 (공단로 461/신상리 207-2)
- 롯데리아 경산진량점 (공단로 468/신상리 419-9)
- 현대자동차 진량대리점 (공단로 477/신상리 183-11)
- 세븐일레븐 진량신상영웅점 (공단로 505/신상리 1221-1)
- HD현대오일뱅크 덕암주유소 (공단로 519/신상리 298)
- GS칼텍스 아이러브 주유소 (공단로 532/신상리 297)
- GS칼텍스 삼주주유소 (공단로 569/봉화리 103-2)
- HD현대오일뱅크 굿모닝주유소 (공단로 595/봉화리 302-1)